# Arbre de l'amor
L'arbre de l'amor, arbre de Judea o arbre de Judes (Cercis siliquastrum) és l'espècie de l'Europa oriental del gènere Cercis. És originari de les regions de l'est de la mediterrània. És molt utilitzat en jardineria per les seves flors. Té les fulles en forma de cor, d'on obté un dels seus noms comuns, arbre de l'amor.
Addicionalment pot rebre els noms de arbre d'amor, garrofer bord i garrover bord.

## Descripció detallada[4][5]
Arbre: caducifoli i hermafrodita amb una alçada de 4–6 metres.
Tronc: quelcom retorçat i amb l'escorça de color bru negrenc.
Fulles: dimensions 4–12 cm; simples, palmatinèrvies, alternes. Limbe de les fulles: orbicular o gairebé, de vegades una mica escotades a l'àpex, més o menys cordades a la base, senceres i glabres; Anvers: de color verd clar; Revers: més pàl·lides o glauques. Pecíol: mida de 2–3,5 cm; sovint vermellós i engrossit en la inserció amb el limbe.
Flors: dimensions 1,5–2 cm; zigomorfes i papillonades; pètals lliures, de color rosa viu o rosa purpuri; apareixen abans que les fulles en grups nombrosos, a les branques velles i al tronc; el càlid amb 5 sèpals i la corol·la amb 3 pètals de menor grandària que els altres dos i 10 estams. Floreix des del març al maig.
Fruit: el fruit és sec, en un llegum de 6–10 cm de llarg, oblonga i comprimida, marcada per les improntes de les llavors, de color bru vermellós en madurar.

## Distribució i hàbitat
És nadiu de la zona nord i est del Mediterrani, des de França fins a Orient Pròxim. Introduït a Europa central, península Ibèrica, Àfrica tropical i Nord-amèrica.
A Catalunya i la península ibèrica, és una espècie exòtica introduïda, que es comporta com una espècie invasora, expandint-se per la difusió de les seves llavors, i competint per l'hàbitat amb les espècies autòctones.
Es troba normalment en pendents àrids al llarg de les riberes dels rius, preferentment en terrenys calcaris, però pot tolerar-ne els moderadament àcids. Resisteix el fred, fins a -10 °C, però no les gelades perllongades. És resistent a la sequera i no tolera l'entollament del sòl.

### Exemplars notables als Països Catalans
Aquesta espècie és força habitual als carrers de Barcelona, on normalment es troba de forma dispersa. Però no és gaire longeu i rarament assoleix les dimensions dels dos exemplars que presideixen la plaça d'en Joanic, al districte de Gràcia, i que estan catalogats com a arbres d'interès local. Els seus troncs foscos i rugosos mesuren 1,45 metres de perímetre.

## Usos
Ús paisatgístic: es pot utilitzar com a element de decoració a causa de la seva abundant floració. Sovint s'usa com a element aïllat, però també per grups, com arbre d'avinguda o de passeig.

## Plagues
Psila del cercis (Cacopsylla pulchella): es tracta d'un petit insecte hemípter-homòpter. Els adults mesuren 3–4 mm i poden ser de color variats, des de verds groguencs a marrons, amb unes fines línies taronges al llarg del tòrax. Les ales són transparents i presenten unes taques fosques a la part posterior de les ales posteriors. Les nimfes tenen la mateixa mida que els adults, de color verd clar, amb els primordis alars semitransparents i cada vegada més evidents. Produeixen una gran quantitat de melassa. Realitzen diverses generacions anuals. Les nimfes emergeixen a la primavera, coincidint amb la brotació i fins i tot abans, amb la floració.
Els causants dels danys a l'arbre són tots els estadis de nimfa i adult de l'insecte; xuclen la saba de les fulles, deixant petites ferides que es necrosen, deteriorant les fulles. A més, les nimfes produeixen gran quantitat de melasses, una substància enganxosa que pot ser molt molesta en l'àmbit urbà.

## Cultiu
- Humitat: baixa o mitjana.
- Insolació: sol.
- Requeriments edàfics: viu bé en tot tipus de sòls, tot i que té una certa preferència pels calcaris. Pot tolerar els moderadament àcids. No admet bé els entollaments de l'aigua. Prefereix sòls profunds. Els exemplars adults toleren la sequera del sòl.
- pH: tendència alcalina o neutra.
- Resistència al fred: zona 8 (-12,2 a -6,7 °C).

### Jardineria
S'ha d'implantar en zones ben assolellades i en sòls profunds i ben drenants. Un cop instaurat suporta bé la sequera. Pateix amb els vents forts, que poden trencar les seves branques i faciliten les podridures del tronc.
Les branques afectades pels trencaments s'han d'eliminar a final d'estiu. Tolera bé la poda. Es pot renovar amb una poda dràstica (tot i que no totes les temporades). Es pot abonar un cop l'any, abans de la floració primaveral.
Els exemplars adults són de trasplantament difícil.

## Història
També és conegut com a "arbre de Judes", nom que podria provenir d'un antic mite que indica que aquest és l'arbre d'on es va penjar Judes Iscariot després de trair Jesucrist. Tot i això, probablement és una corrupció del nom francès Arbre de Judeé que significa "arbre de Judea", referit a la regió on es dona.

## Taxonomia
Cercis siliquastrum va ser descrita per Linné i publicada en Species Plantarum 1: 374. 1753.

### Etimologia
- Cercis: nom genèric que deriva del grec antic kerkis, que designava l'arbre de l'amor.
- Siliquastrum: epítet que pot tenir dues accepcions, bé per fer referència al tipus de fruit que té, o bé està format per la veu llatina silique, 'garrofer' i el sufix astrum, 'semblant', és a dir, 'semblant al garrofer'.

## Imatges

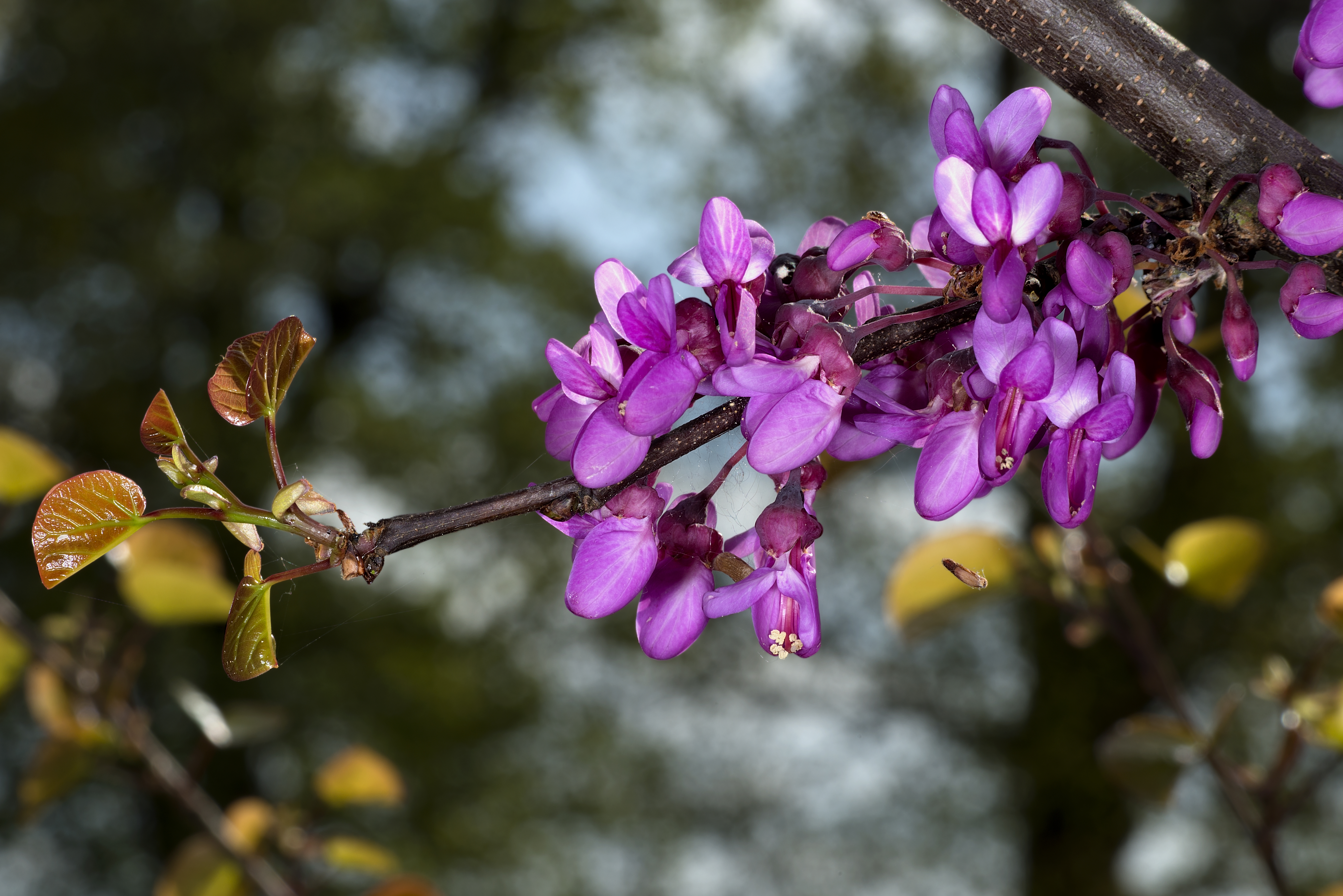
Flors
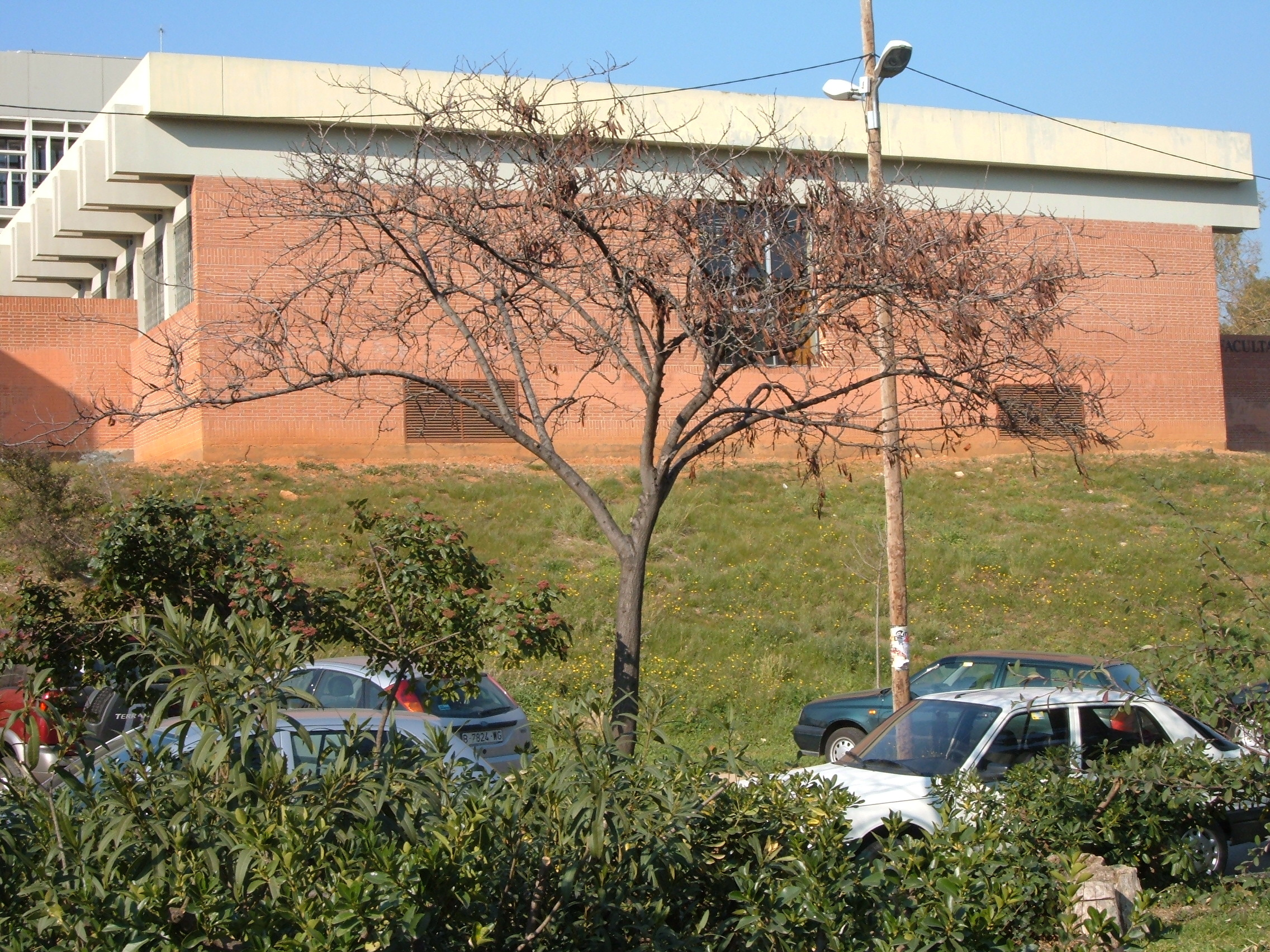
Un exemplar a l'hivern
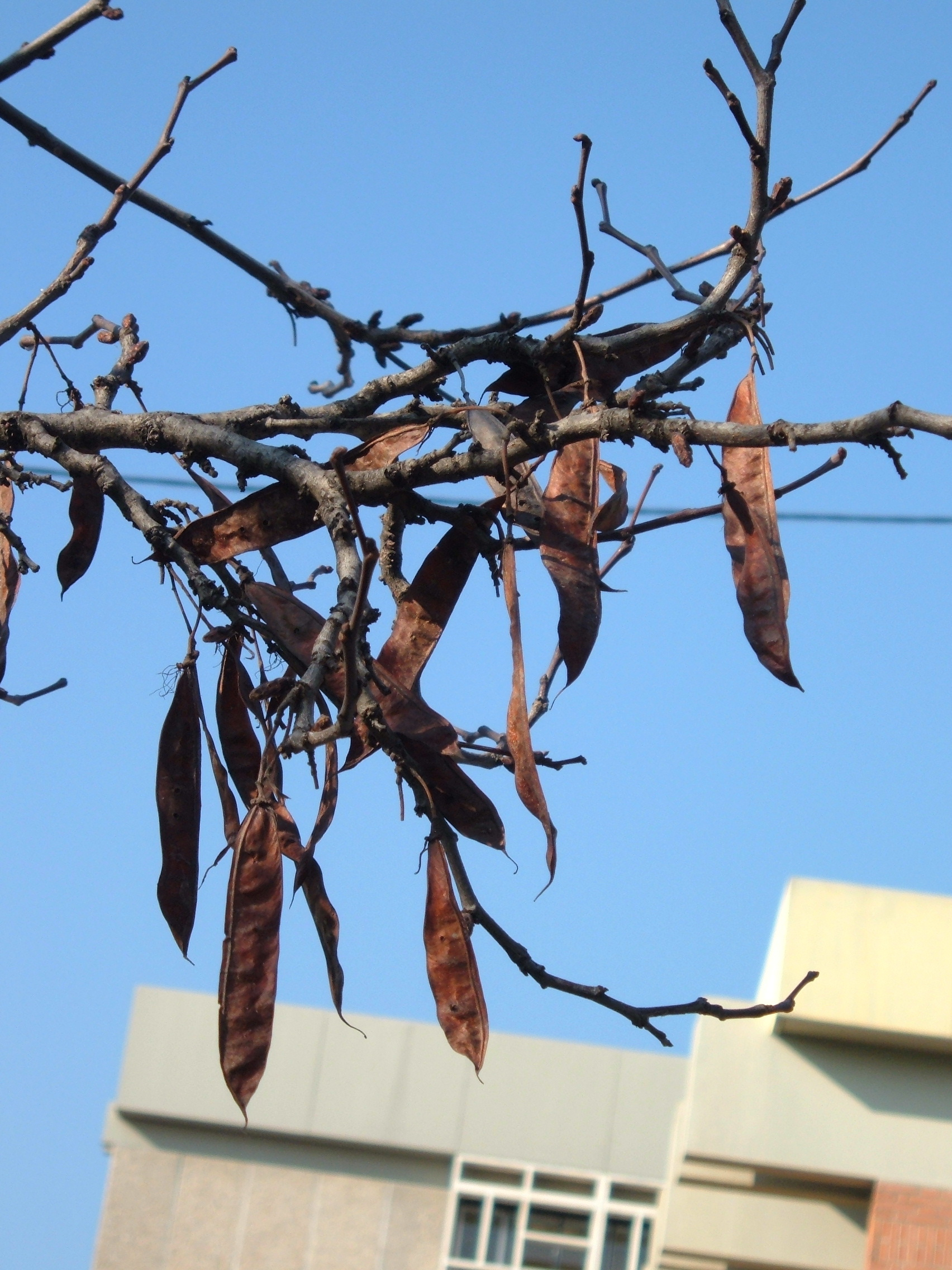
El fruit sec
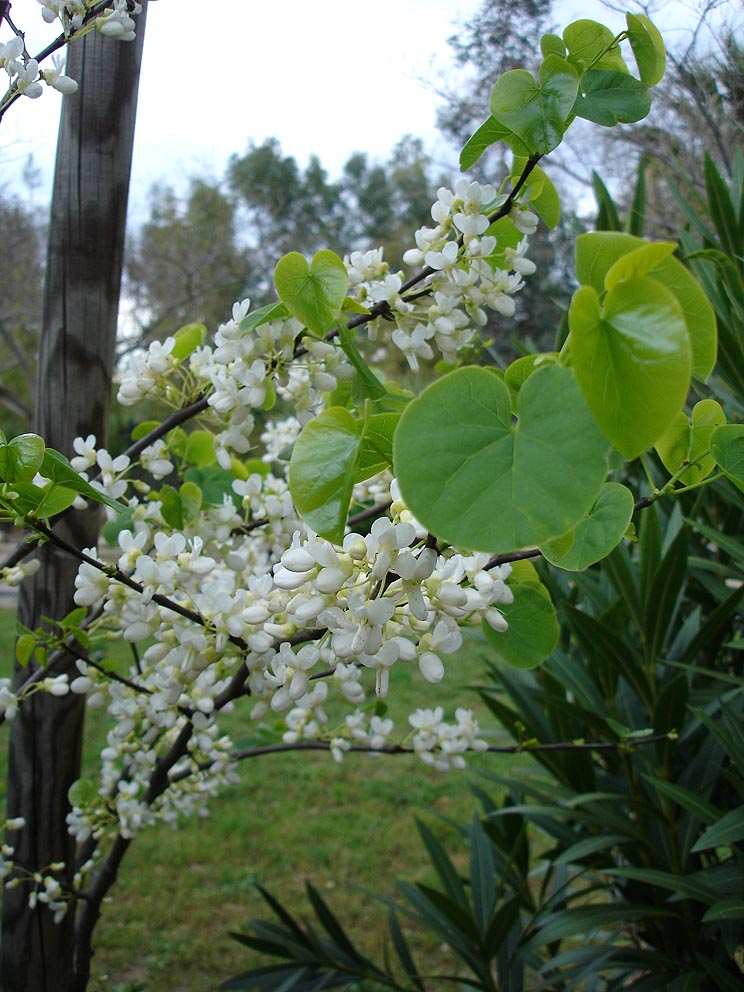
La subespècie alba
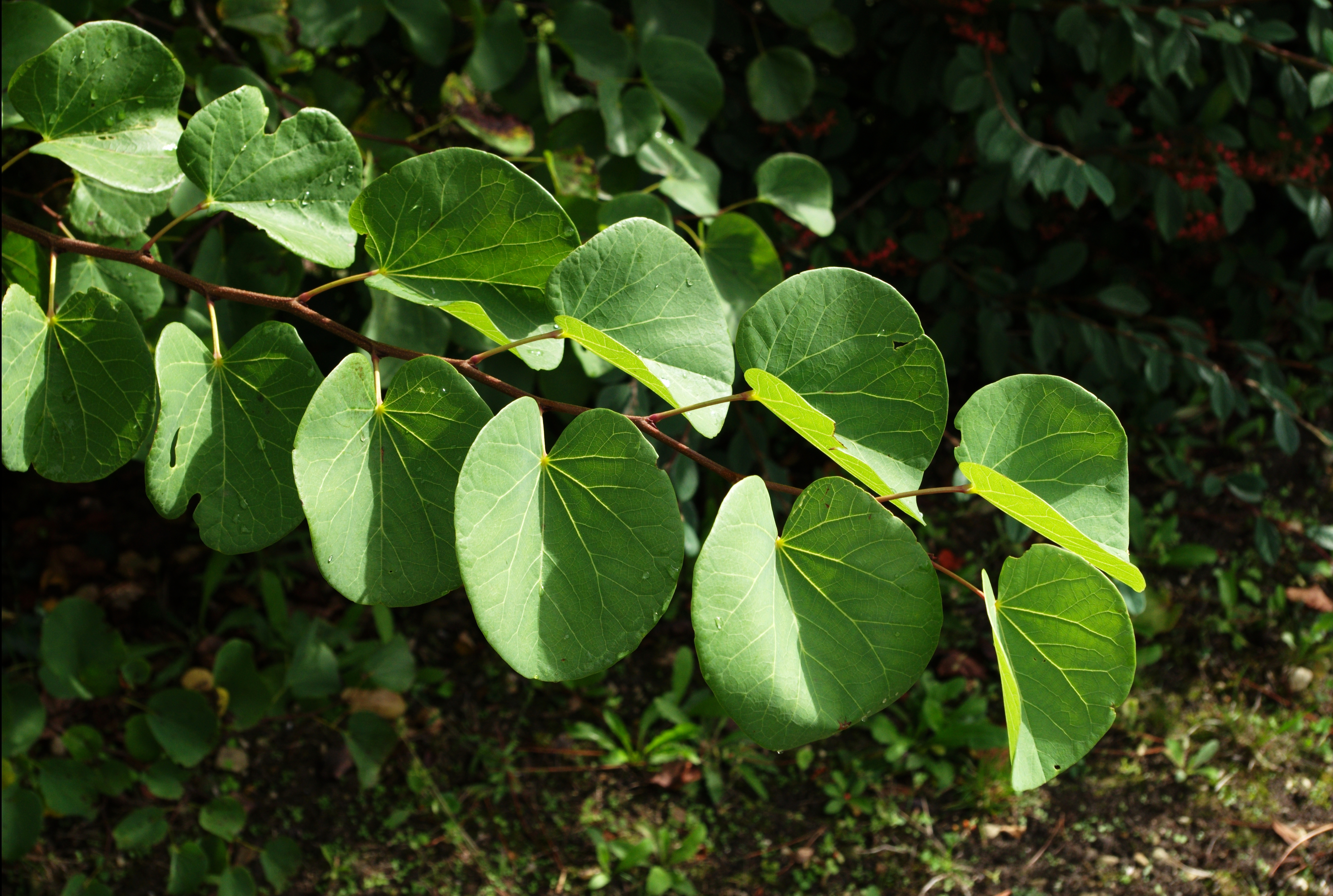
Fulles
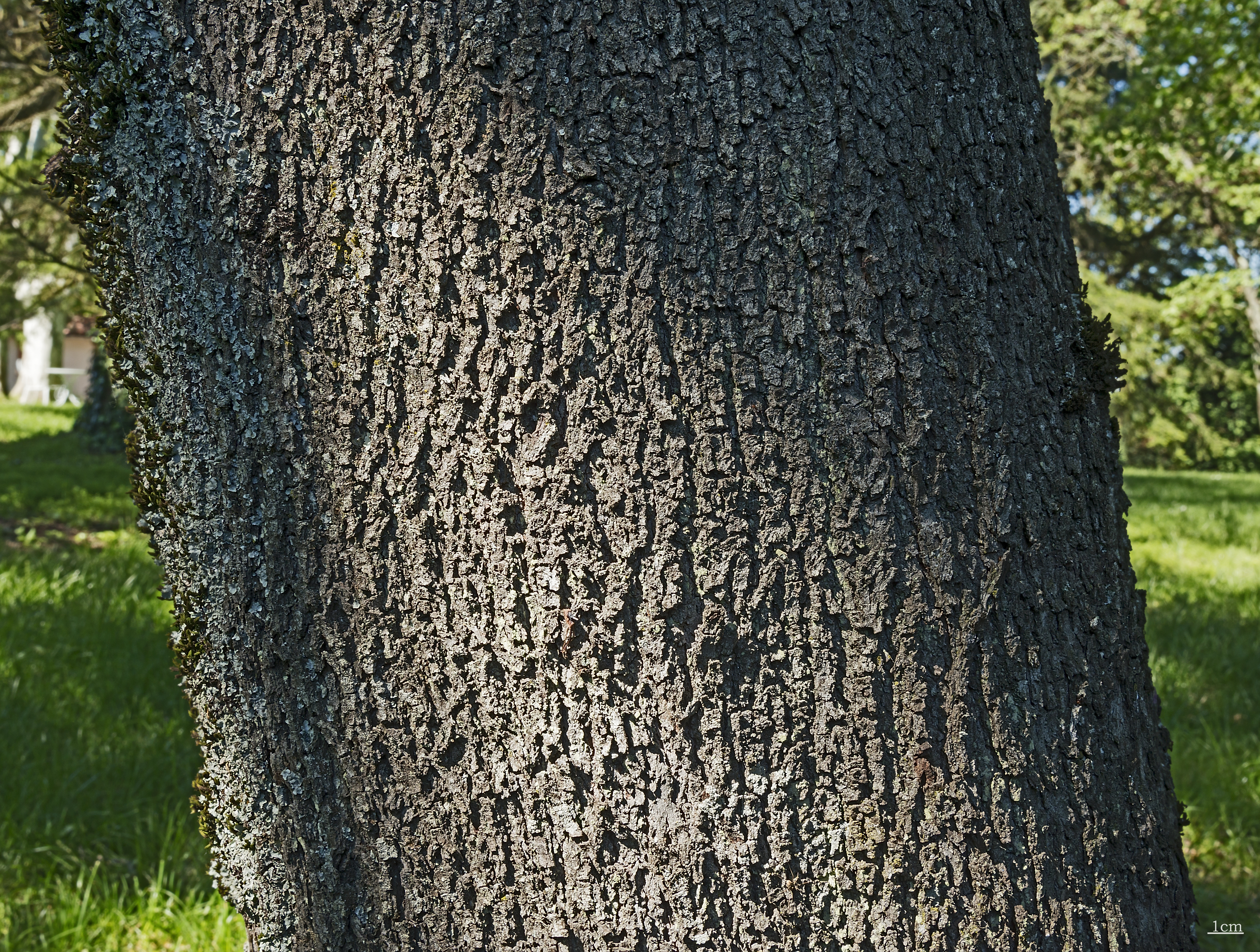
Tronc i escorça